# ان‌جی‌سی ۵۵۳۲
ان‌جی‌سی ۵۵۳۲ (انگلیسی: NGC 5532) یک کهکشان بیضوی است که در صورت فلکی گاوران واقع شده است. این کهکشان در فاصله حدود ۲۵۰ میلیون سال نوری از زمین قرار دارد. این کهکشان در ۱۵ مارس ۱۷۸۴ توسط ویلیام هرشل کشف شد.